# 白井博幸
白井博幸（1974年6月17日—），前日本足球運動員，並參加1996年夏季奥林匹克运动会。

## 日本國家足球隊
白井博幸参加了1996年夏季奥林匹克运动会。